# Чапаевский район (Саратовская область)
Чапаевский район -  административно-территориальная единица в Саратовской области, существовавшая в 1935—1958 годах. Административный центр — с. Сулак.
Район образован 1 февраля 1935 года в составе в составе Саратовского края (с 1936 года — в Саратовской области).
30 сентября 1958 года район был упразднён, его территория вошла в состав Краснопартизанского района.

## Административно-территориальное деление
В состав района входило 13 сельских советов, 99 населенных пунктов.
В 1936 году здесь находилось 2 МТС, 19 колхозов:
| Наименование сельсовета | Наименование колхоза |
| ----------------------- | -------------------- |
| 1. Б.-Кушумский         | 1. Им. Буденного     |
| 2. Б.-Сакмыковский      | 2. Н.-деревня        |
| 2. Б.-Сакмыковский      | 3. Им. Кутякова      |
| 3. Березовский          | 4. Им. Доронина      |
| 3. Березовский          | 5. Им. Ворошилова    |
| 3. Березовский          | 6. Им. Молотова      |
| 4. К.-Сарминский        | 7. Луч Октября       |
| 4. К.-Сарминский        | 8. Им. Криницкого    |
| 5. Кормежский           | 9. Партизан          |
| 6. Кр.-Сурский          | 10. Кр. борец        |
| 7. М. Перекопновск.     | 11. 16-й партсъезд   |
| 7. М. Перекопновск.     | 12. Им. Потапова     |
| 8. Н.-Бельковский       | 13. Им. Фрунзе       |
| 9. Наумовский           | 14. Кр. пахарь       |
| 10. П.-Лукский          | 15. Им. Плясункова   |
| 11. С.-Отрогский        | 16. Краснознаменец   |
| 12. С.-Эклебенский      | 17. Кр. партизан     |
| 13. Сулакский           | 18. Им. Рязанцева    |
| 13. Сулакский           | 19. Чапаевец         |

В районе издавалась газета «Чапаевец». По состоянию на 01 января 1955 года, в состав Чапаевского района входило 9 сельских советов:
- 1. Березовский
- 2. Больше-Кушумский
- 3. Больше-Сакмыковский
- 4. Криволучье-Сурский
- 5. Кунье-Сарминский
- 6. Мало-Перекопновский
- 7. Наумовский
- 8. Сулакский
- 9. Сухо-Отрогский